# تشريح كليل
التشريح الكليل (Blunt dissection) يقصد به فصل الأنسجة بعناية بأصابع اليد أو بالأدوات الكليلة أثناء العديد من العمليات الجراحية. وهذا يختلف تمامًا عن التشريح الحاد الذي يستخدم فيه المشرط أو المقص أو الجراحة الكهربية.

## الاستخدامات في استرواح الصدر
كان التشريح الكليل من بين الطرق المستخدمة قبل غرز الأنبوب الصدري عقب عملية استرواح الصدر. فبعد شق الجزء أعلى الضلع (لتجنب الحزمة العصبية الوعائية)، يأتي التشريح الكليل لـنسيج تحت الجلد والعضلات الوربية العميقة والخارجية والداخلية ليتمكن الجرّاح من الوصول إلى الجنبة. ولا شك أن التشريح الكليل أصبح اليوم هو الطريقة المفضلة للغرز في تجويف أنابيب الصدر الكبيرة بـمضاعفات أقل.

## وصلات خارجية
- Oxford Handbook of Clinical Medicine
- Tube Thoracostomy